# Max Wiener
Max Wiener (Bad Ischl, 23 de febrero de 1947-Bad Ischl, 7 de enero de 1996) fue un piloto de motociclismo austríaco que compitió en el Campeonato del Mundo de Motociclismo entre 1971 y 1980. En la década de 1970 ganó un total de seis títulos de campeonato austriaco en diferentes clasesː 1976 (350cc), 1977 (350cc, 500cc, más de 500cc), 1978 (500cc, más de 500cc). Además de la Copa de Austria y el Mundial, Wiener también participó en varias carreras de resistencia, como el Moto Tout Terrain de 24 horas en Clermont-Ferrand.

## Resultados en Grandes Premios
Sistema de puntuación usado desde 1969 hasta 1987. Desde 1969 hasta 1975 se entregaba 1 punto al piloto que lograra la vuelta rápida en carrera.
| Posición | 1  | 2  | 3  | 4 | 5 | 6 | 7 | 8 | 9 | 10 |
| Puntos   | 15 | 12 | 10 | 8 | 6 | 5 | 4 | 3 | 2 | 1  |

(Carreras en negrita indica pole position, carreras en cursiva indica vuelta rápida)
| Año  | Clase | Equipo    | 1       | 2       | 3       | 4       | 5       | 6       | 7       | 8       | 9       | 10     | 11      | 12    | 13      | Pts. | Pos. |
| ---- | ----- | --------- | ------- | ------- | ------- | ------- | ------- | ------- | ------- | ------- | ------- | ------ | ------- | ----- | ------- | ---- | ---- |
| 1971 | 500cc | Aermacchi | AUT Ret | GER -   | IOM Ret | NED -   | BEL -   | DDR -   | CZE -   | SWE -   | FIN -   | ULS -  | NAT -   | ESP - |         | 0    | -    |
| 1974 | 350cc | Yamaha    | FRA -   | GER 18  | AUT -   | NAT -   | IOM Ret | NED -   |         | SWE -   | FIN -   |        | YUG -   | ESP - |         | 0    | -    |
| 1975 | 350cc | Yamaha    | FRA -   | ESP -   | AUT 10  | GER -   | NAT -   | YUG -   | IOM -   | NED -   |         |        | FIN -   | CZE - | YUG 8   | 4    | 35.º |
| 1975 | 500cc | Rotax     | FRA -   |         | AUT 19  | GER Ret | NAT 11  |         | IOM 3   | NED -   | BEL -   | SWE -  | FIN -   | CZE - |         | 0    | -    |
| 1976 | 350cc | Yamaha    | FRA DNQ | AUT 22  | NAT -   | YUG -   | IOM -   | NED -   |         |         | FIN -   | CZE 16 | GER 16  | ESP - |         | 0    | -    |
| 1976 | 500cc | Yamaha    | FRA Ret | AUT 16  | NAT 11  |         | IOM -   | NED -   | BEL -   | SWE -   | FIN -   | CZE 5  | GER 12  |       |         | 6    | 28.º |
| 1977 | 350cc | Yamaha    | VEN -   |         | GER 20  | NAT -   | ESP -   | FRA DNQ | YUG -   | NED DNQ |         | SWE -  | FIN -   | CZE - | GBR Ret | 0    | -    |
| 1977 | 500cc | Yamaha    | VEN -   | AUT 2   | GER 9   | NAT 14  |         | FRA Ret |         | NED 17  | BEL 12  | SWE 12 | FIN -   | CZE 8 | GBR 8   | 20   | 15.º |
| 1978 | 500cc | Suzuki    | VEN -   | ESP Ret | AUT Ret | FRA -   | NAT -   | NED 18  | BEL 18  | SWE 16  | FIN 12  | GBR -  | GER 14  |       |         | 0    | -    |
| 1979 | 350cc | Yamaha    | VEN -   | AUT -   | GER 11  | NAT -   | ESP -   | YUG Ret | NED -   |         |         | FIN 10 | GBR -   | CZE - | FRA -   | 0    | -    |
| 1979 | 500cc | Suzuki    | VEN -   | AUT 8   | GER Ret | NAT 12  | ESP -   | YUG 10  | NED Ret | BEL -   | SWE Ret | FIN -  | GBR Ret |       | FRA -   | 4    | 28.º |
| 1980 | 500cc | Suzuki    | NAT DNQ | ESP -   | FRA DNQ |         | NED DNQ | BEL -   | FIN 19  | GBR -   |         | GER 25 |         |       |         | 0    | -    |